# 2018년 동계 올림픽 코소보 선수단
2018년 동계 올림픽 코소보 선수단은 대한민국 평창에서 개최되는 2018년 동계 올림픽에 참가하는 올림픽 코소보 선수단이다. 코소보의 동계 올림픽 참가는 이번이 사상 처음이다.
첫 출전인 이번 대회에서 코소보는 남자 선수 한 명이 알파인스키 한 종목에 출전한다.

## 참가 선수
다음은 각 종목별 참가 선수 현황이다.
| 종목       | 남자 | 여자 | 총합 |
| ---------- | ---- | ---- | ---- |
| 알파인스키 | 1    | 0    | 1    |
| 총합       | 1    | 0    | 1    |

### 알파인 스키
코소보에는 총 한 명의 남자 선수 출전권이 부여됐다.
남자
- 알빈 타히리